# Павленко, Юрий Витальевич
Ю́рий Вита́льевич Павле́нко (7 марта 1957, Киев — 5 сентября 2012, там же) — советский и украинский философ

, историк, культуролог, поэт. Кандидат исторических наук, доктор философских наук, профессор, лауреат премии имени М. И. Тугана-Барановского НАН Украины 1999 года (совместно с Ю. Н. Пахомовым и С. Б. Крымским).

## Биография
После окончания философского факультета Киевского государственного университета им. Тараса Шевченко (1979) работал на разных должностях в отделе теории и методологии археологии Института археологии АН УССР (старший лаборант, младший научный сотрудник, научный сотрудник, старший научный сотрудник). В 1984 году здесь защитил диссертацию на соискание учёной степени кандидата исторических наук по теме «Категория социальный организм и её роль в историко-археологическом исследовании: на материалах раннеклассовых объектов, применительно к изучению истории населения Украинской Лесостепи в эпоху железного века» (специальность 07.00.06 — археология). Принимал участие в археологических экспедициях под Никополем, Мелитополем, в Киеве, Херсонесе, Белгороде-Днестровском, Субботове. В 1989—1991 гг. находился в научной командировке в Средней Азии (Таджикистан, Узбекистан, Казахстан).
В 1992—1993 гг. — доцент кафедры культуры и общественных наук Украинской академии искусств. С 1994 г. — ведущий научный сотрудник, а с 2005 г. — главный научный сотрудник отдела глобальных систем современной цивилизации Института мировой экономики и международных отношений НАН Украины. В 1996 году здесь же защитил диссертацию на соискание учёной степени доктора философских наук по теме «Методологические основания теории цивилизационного процесса» (специальность 09.00.03 — социальная философия и философия истории). Научный консультант — академик НАН Украины Ю. Н. Пахомов. Официальные оппоненты — доктор философских наук, профессор С. Б. Крымский, доктор философских наук, профессор В. С. Горский, доктор философских наук, профессор В. Х. Лобас. Ведущая организация — Институт социологии НАН Украины. В 2007 году ему было присвоено учёное звание профессора.
Параллельно с 2000 г. являлся ведущим научным сотрудником отдела истории науки Центра исследований научно-технического потенциала и истории науки им. Г. М. Доброва НАН Украины (где был членом спецсовета по истории науки и техники), а затем — отдела экономической теории Института экономики и прогнозирования НАН Украины (с 2007), преподавал также в Национальном педагогическом университете им. М. П. Драгоманова, Киевском национальном университете им. Тараса Шевченко, Киево-Могилянской академии.

## Научная деятельность
Труды (около 500) посвящены философии истории, теоретической археологии, теории этноса и этнонациональному развитию человечества, теории становления цивилизации и мирового цивилизационного процесса, религиоведению, всемирной истории, истории Киева и Украины, истории и философии науки.
В труде «Раннеклассовые общества (генезис и пути развития)» (1989) раскрыл черты формирования этих обществ на территории Украины, предложил авторскую периодизационную схему истории. В 1994 г. опубликовал труд «Передісторія давніх русів у світовому контексті», посвященный древнейшей истории населения территории Украины, с рассмотрением вопросов происхождения индоевропейских народов и непосредственно славян, формирования ранних государственных систем на территории Украины в скифо-античный и анто-полянский периоды. Поднятые проблемы рассматривались в контексте мирового развития человечества; впоследствии этот глобальный контекст перерос у Ю. В. Павленко в исследования мирового цивилизационного процесса.
С начала 90-х годов изучал историю науки Украины. В коллективных трудах «Рання історія Академії наук України. 1918—1921» (1993), «Дело УФТИ. 1935—1938» (1998), «Історія Національної академії наук України в суспільно-політичному контексті. 1918—1998» (2000), «Природознавство в Україні до початку ХХ ст. в історичному, культурному та освітньому контекстах» (2001) Ю. В. Павленко принадлежала общественно-политическая и культурная составляющая. Ряд его работ относится к научной биографистике; в частности, в биографическом словаре «Кияни» (2004) он написал очерки о многих известных деятелях Киева. Заинтересовавшись личностью гетмана П. П. Скоропадского при работе над ранней историей Академии наук, Ю. В. Павленко задумал написать о нём биографический очерк, переросший в исследование «Українська державність у 1917—1919 рр. (історико-генетичний аналіз)» (1995).
Ю. В. Павленко развивал теорию этноса, принципы стадиальности, поливариантности и дискретности цивилизационного процесса, реконструировал цивилизационную структуру человечества, что нашло выражение в монографии «История мировой цивилизации. Философский анализ» (2002), получившей широкую известность. Развиваемые автором теоретические положения конкретизированы при исследовании формирования и развития индоевропейского сообщества и его ветвей, прежде всего славян и индо-иранцев (ариев), в частности в монографии «Праславяне и арии. Древнейшая история индоевропейских племён» (2000).
В книге «Нарис історії Києва» (2003) Ю. В. Павленко реконструировал историю развития города и культуры его жителей от древнейших времен до современности, в частности, раскрыл предысторию, формирование и развитие Киева в тесной связи социально-экономических и социокультурных процессов с событиями общей истории.
В 2006—2008 гг. под редакцией Ю. Н. Пахомова и Ю. В. Павленко вышло в свет фундаментальное исследование «Цивилизационная структура современного мира» в 3-х томах, 4-х книгах, где Ю. В. Павленко принадлежат многие тексты во всех книгах.
Профессор Ю. В. Павленко — автор также двух поэтических книг: «Исповедь подпольного человека» (2004) и «Голоса теней» (2005).

## Научные труды

### Монографии
- Зубарь В. М., Павленко Ю. В. Херсонес Таврический и распространение христианства на Руси. — К.: Наукова думка, 1988. — 206 с. ISBN 5-12-000335-4
- Павленко Ю. В. Раннеклассовые общества: Генезис и пути развития / АН УССР, Ин-т археологии. — К.: Наукова думка, 1989. — 288 с. ISBN 5-12-000691-4
- Мурзин В. Ю., Павленко Ю. В. Формирование раннеклассового общества на территории Украины / АН УССР, Ин-т археологии. — Препр. — К.: Б. и., 1989. — 48 с.